# Мерницькі пагорби
Мерницькі пагорби (Mernícka pahorkatina) — гірський масив в Словаччині; геоморфологічна підодиниця масиву Бескидське передгір'я. Середні висоти — 130 метрів.. Місце розташування — Пряшівський край.
Протікає річка Чичава.